# Journal of Cardiovascular Pharmacology and Therapeutics
Das Journal of Cardiovascular Pharmacology and Therapeutics, abgekürzt J. Cardiovasc. Pharmacol. Ther., ist eine wissenschaftliche Fachzeitschrift, die vom SAGE-Verlag veröffentlicht wird. Die Zeitschrift erscheint mit vier Ausgaben im Jahr. Es werden Arbeiten veröffentlicht, die sich mit der Pharmakologie von Herzkreislauferkrankungen beschäftigen.
Der Impact Factor lag im Jahr 2014 bei 2,094. Nach der Statistik des ISI Web of Knowledge wird das Journal mit diesem Impact Factor in der Kategorie Pharmakologie und Pharmazie an 142. Stelle von 254 Zeitschriften und in der Kategorie Herzkreislaufsystem an 62. Stelle von 123 Zeitschriften geführt.